# Vilyvitány
Vilyvitány község Borsod-Abaúj-Zemplén vármegyében, a Sátoraljaújhelyi járásban.

## Fekvése
Az Északi-középhegységben, ezen belül a Hegyköz tájegységben található, közvetlenül a szlovák határ mellett.
A szomszédos települések: kelet felől Felsőregmec, délkelet felől Mikóháza, délnyugat felől Kovácsvágás, nyugat felől Füzérradvány, északnyugat felől pedig Füzérkajata.

### Megközelítése
Csak közúton közelíthető meg, Sátoraljaújhely vagy Pálháza felől, a 3719-es úton, melyről Mikóházától nyugatra, északi irányban letérve, a 37 128-as számú mellékúton érhető el a község lakott területe.

## Története
Vily Abaúj vármegyei és Vitány Zemplén vármegyei községek egyesítéséből jött létre 1940-ben.

### Vily
Vily (Detre-, Regmec) Árpád-kori település. 1270-ben említették először az oklevelek Wyl néven, mint a Rosd nemzetségbeli Endre fia Mihály birtokát.
1277-ben Vily, más néven Regmec a borsodi Csernei Detricus fia Miklós fiainak öröklött birtoka volt, akik azt nővérük fiának és unokáinak adták. Ezt Marcha fia Pous ispán (az unoka) Baksa nemzetségbeli Simon fia Dénesnek adta cserébe, akinek utódai 1321-ben a pataki uradalommal együtt cserébe adták a királynak. Később a Vitányi család birtoka lett, de mellettük 1513-ban Perényi István, 1662-ben Zákány Zsófia is szerzett itt részbirtokot.
Vily a Vitányiak birtoka maradt egészen 1690-ig, a család kihaltáig, mikor a királyi kamaráé lett. A kamarától Balogh István vette meg húszezer forintért és az újhelyi pálosoknak adományozta. 1725-ben Lipcsey János, 1772-ben Roll József és Pálfalvay Gábor is birtokosa volt. 1770-ben Mária Terézia adományozta gróf Győry Istvánnak, aki Károlyi Antalnak adta el. A Károlyiaké volt még a 20. század elején is.

### Vitány
Vitány az 1270-ben Jolóc (Jolouc) néven szereplő birtok helyén tűnt fel. nevét 1332-1335 körül említették először az oklevelek Vienich, Vtang, Uytang neveken. 1332-ben neve már szerepelt a pápai tizedjegyzékben is, tehát már ekkor egyházas hely volt.
Ekkor papja 10 garas pápai tizedet fizetett. A település a Vitányi család ősi birtoka volt. A pálosoknak itt egykor kolostora is állt, melynek azonban mára már nyoma sem látható.

## Közélete

### Polgármesterei
- 1990–1994: Nagy Géza (független)[5]
- 1994–1998: Nagy Géza (KDNP)[6]
- 1998–2002: Hörcsikné Balla Katalin (független)[7]
- 2002–2006: Hörcsik József (független)[8]
- 2006–2010: Hörcsik József (független)[9]
- 2010–2014: Hörcsik József (független)[10]
- 2014–2019: Hörcsik József (független)[11]
- 2019–2024: Hörcsik József (független)[12]
- 2024– : Hörcsik József (független)[1]

## Népesség
A település népességének változása:
| Lakosok száma | 229  | 231  | 236  | 244  | 247  | 287  | 278  |
|               | 2013 | 2014 | 2015 | 2021 | 2022 | 2023 | 2024 |

2001-ben a település lakosságának 95%-a magyar, 5%-a cigány nemzetiségűnek vallotta magát.
A 2011-es népszámlálás során a lakosok 97,8%-a magyarnak, 4% cigánynak, 0,9% szlováknak mondta magát (2,2% nem nyilatkozott; a kettős identitások miatt a végösszeg nagyobb lehet 100%-nál). A vallási megoszlás a következő volt: római katolikus 48%, református 30,8%, görögkatolikus 9,3%, felekezeten kívüli 0,4% (11,5% nem válaszolt).
2022-ben a lakosság 92,3%-a vallotta magát magyarnak, 7,3% cigánynak, 2% szlováknak, 0,4% bolgárnak, 7,3% egyéb, nem hazai nemzetiségűnek (6,9% nem nyilatkozott; a kettős identitások miatt a végösszeg nagyobb lehet 100%-nál). Vallásuk szerint 23,9% volt római katolikus, 22,3% református, 10,1% görög katolikus, 3,6% egyéb keresztény, 2% felekezeten kívüli (38,1% nem válaszolt).

## Nevezetességei
- Kálvária
- Református templom
- Szent Anna-templom
- Csenge kilátó
- Gira-hegyi kilátó
- Haris kilátó
- Ősrög Tanösvény

## Környező települések
Mikóháza 5 km, Felsőregmec (földúton) 3 km, Füzérradvány 7 km, Pálháza 9 km.

## Közlekedés
Tömegközlekedéssel a Volánbusz által üzemeltetett 3900-as, 3901-es és 3929-es járatokkal közelíthető meg.